# Дэвис, Линн
Линн Дэвис (англ. Lynn Davies; род. 20 мая 1942, Нантимоэль, Бридженд) — британский легкоатлет (прыжок в длину, бег на короткие дистанции), победитель Игр Содружества, чемпион и призёр чемпионатов Европы, чемпион летних Олимпийских игр 1964 года в Токио, участник трёх Олимпиад, спортивный функционер, командор Ордена Британской империи.

## Биография
Дэвис был многообещающим футболистом, но затем переквалифицировался на тройной прыжок. В 1961 году тренер сборной Уэльса Рон Пикеринг убедил его сконцентрироваться на прыжках в длину. Уже на следующий год Дэвис участвовал в чемпионате Европы и стал четвёртым на Играх Содружества, установив при этом национальны рекорд 7,72 м. Перед Олимпиадой 1964 года он дважды улучшал рекорд Великобритании (сначала 8,01 м, потом 8,02 м).
На Олимпиаде в Токио Дэвис стал олимпийским чемпионом (8,07 м — рекорд Содружества), опередив американца Ральфа Бостона (8,03 м) и советского прыгуна Игоря Тер-Ованесяна (7,99 м). Также в составе сборной Великобритании он участвовал в эстафете 4×100 метров. Команда Великобритании пробилась в финал, где заняла 8-е место.
В 1966 году он к своему олимпийскому титулу добавил титулы победителя чемпионата Европы и Игр Содружества и стал первым спортсменом, завоевавшим эти три титула. На следующий год он стал чемпионом Европы в помещении.
В 1967 году он стал чемпионом Европы в помещении, а на следующий год довёл рекорд Содружества до 8,23 м. На летних Олимпийских играх 1968 года в Мехико Дэвис был знаменосцем команды Великобритании. В прыжке в длину он показал результат 7,94 м и занял итоговое 9-е место.
На своей последней Олимпиаде в Мюнхене Дэвис из-за травмы прыгнул лишь на 7,64 м и не смог пробиться в финал соревнований.
В 1973 году он был назначен техническим директором канадской федерации лёгкой атлетики. Он вернулся в Великобританию в 1976 году и продолжал заниматься организаторской работой. Дэвис был помощником тренера британской команды на летних Олимпийских играх 1980 года в Москве, спортивным комментатором Би-би-си, президентом UK Athletics — руководящего органа лёгкой атлетики в Великобритании.